# Тургенєв Іван Сергійович
Іва́н Сергі́йович Турге́нєв (рос. Ива́н Серге́евич Турге́нев; 28 жовтня (9 листопада) 1818, Орел, Російська імперія — 22 серпня (3 вересня) 1883, Буживаль, поблизу Парижа, Франція) — російський письменник.

## Життєпис
Народився у сім'ї Сергія Миколайовича та Варвари Петрівни Тургенєвих. Його батько, відставний кавалерійський офіцер, належав до давнього дворянського роду, мати — до багатої поміщицької сім'ї Лутовинових. Дитинство Тургенєва минуло у батьківському маєтку, Спаському-Лутовинові, що поблизу Мценська Орловської губернії, а першим його вчителем був кріпосний секретар його матері Федір Лобанов. У 1827 р. Тургенєв переїхав із родиною до Москви, де продовжив свою освіту спочатку у приватних пансіонах, а згодом під керівництвом московських учителів. До чотирнадцяти років Тургенєв вільно розмовляв трьома іноземними мовами і встиг ознайомитися із найкращими творами європейської та російської літератури. У 1833 р. він вступив до Московського університету, а наступного року перевівся у Петербурзький, у якому закінчив у 1837 р. словесний відділ філософського факультету.
У студентські роки Тургенєв почав писати. Його першими поетичними спробами були переклади, невеликі поеми, ліричні вірші та драма «Стено» (1834). Проте зацікавлення Тургенєва ще не були зосереджені на літературній творчості. Навесні 1838 р. він поїхав за кордон, його вабив Берлінський університет, що був у той час центром вивчення філософії Г. В. Ф. Гегеля. У Берліні Тургенєв слухав лекції із класичної філології, філософії й історії, а в 1841 р. повернувся у Росію.
Перші два роки на батьківщині присвячені пошукам царини діяльності. Спочатку Тургенєв мріяв про викладання філософії і склав магістерські іспити, що давали право на захист дисертації й отримання кафедри. Проте шлях до викладацької діяльності виявився закритим, оскільки надій на відновлення кафедри філософії у Московському університеті, де Тургенєв збирався працювати, не було. У 1843 р. його зарахували у канцелярію міністра внутрішніх справ, але Тургенєв незабаром розчарувався у своїх сподіваннях і через два роки пішов у відставку.
Того самого року Тургенєв опублікував поему «Параша», а трохи пізніше з'явився співчутливий відгук про неї В. Бєлінського. Ці події вирішили долю Тургенєва: віднині література стала для нього головною справою життя. Він пробував себе у найрізноманітніших жанрах: ліричні вірші перемежовувалися критичними статтями, вслід за «Парашею» з'явилися віршовані поеми «Розмова» (1844), «Андрій»(№ 5), «Поміщик» (1845); водночас були написані прозові повісті й оповідання — «Андрій Колосов» (1844), «Три портрети» (1845), «Бретер» (1846), «Петушков» (1847). Окрім того, Тургенєв писав ще й п'єси — драматичний нарис «Необережність» (1843) і комедію «Безгрошів'я» (1846). Використовуючи ліричні мотиви і типові характери, введені у літературу першими російськими реалістами, Тургенєв намагався переосмислити їх у дусі тверезо-аналітичного, соціального реалізму 40-х pp. І все ж таки всі його пошуки звелися до естетичних канонів «натуральної школи». Сприйняте ним у цей час коло ідей Тургенєв пізніше охарактеризував поняттям «західництво», маючи на увазі при цьому передусім опозиційність кріпосницькому ладу та визнання плідності європейського шляху розвитку.
Тим часом у житті Тургенєва відбувся глибокий злам. Ще у 1843 р. він познайомився зі знаменитою французькою співачкою Поліною Віардо, котра гастролювала у Петербурзі. У 1845 р. він на певний час поїхав із нею до Франції, а на початку 1847 р. покинув Росію вже надовго. Майже три роки прожив він спочатку в Німеччині, потім у Парижі та Куртавнелі, маєтку родини Віардо. Від'їзд позбавив Тургенєва звичного літературного та світського середовища, нові умови життя спонукали його самозаглибитися і багато чого в собі переоцінити. Він досяг справжнього професіоналізму у творчості, а його погляди на мистецтво стали простішими та суворішими. У закордонному усамітненні оживали давні враження, що збереглися з дитинства, від часу поїздок на полювання у Спаське (влітку та восени 1846 р. Тургенєв виходив із рушницею в Орловську, Курську і Тульську губернії). Так зароджувалися «Записки мисливця» («Записки охотника»), які зробили Тургенєва відомим.
Ще перед від'їздом письменник передав у журнал «Современник» нарис «Тхір і Калинич» («Хорь и Калиныч»). Несподіваний успіх нарису, опублікованого на початку 1847 p., наштовхнув Тургенєва на думку написати цілий ряд схожих. Упродовж п'яти років вони з'являлися один за одним на сторінках «Современника», а в 1852 р. автор видав їх окремою книжкою. Перші оповідання «Записок мисливця» композиційно та стилістично ще дуже близькі до «фізіологій» «натуральної школи» — безсюжетних описових характеристик суспільних звичаїв, що відтворювали ту чи іншу життєву сферу зі всіма притаманними їй побутовими, мовними й етнографічними особливостями. Але що далі, тим частіше описова розповідь Тургенєва містить у собі елементи психологічної новели, ліричні етюди, пейзажі, філософські роздуми. Розсіяні по різних частинах циклу замальовки, сценки, ситуації пов'язуються перегуками та повторами. Етнографічні картини на очах перетворюються у своєрідну епопею про народне життя.
«Записки мисливця» відіграли межову роль у творчості Тургенєва. Звернувшись до народного життя, він знайшов нарешті ту тему, яка дала йому можливість бути водночас спостерігачем фактів і універсальним мислителем, аналітиком і ліриком, нещадним критиком дійсності і творцем її поетичної «апофеози». Видатною була роль книжки Тургенєва і в розвитку всієї російської літератури. Вона проклала шляхи «Війні і миру» Л. Толстого, романам Ф. Достоєвського, поемам М. Некрасова, сатиричному епосу М. Салтикова-Щедріна.
У 1850 р. Тургенєв повернувся до Росії, де зблизився з М. Некрасовим і колом «Современника». Проте у 1852 р. його несподівано заарештували за опублікування (в обхід цензури) статті, присвяченої пам'яті М. Гоголя. Після місячного арешту Тургенєв за розпорядженням Миколи І був висланий у свій маєток без права виїзду за межі Орловської губернії. У 1853 р. покарання було трохи пом'якшене дозволом приїжджати в Петербург, але право виїзду за кордон було повернене тільки у 1856 р. Час арешту і перебування у Спаському, власником якого Тургенєв став ще у 1850 р. після смерті матері, дав новий поштовх творчим пошукам письменника.
У 1863 році він оселився на півдні Німеччини в курортному місті Баден-Баден, яке стало його місцем проживання на сім років. У наступному 1864 році він купив тут ділянку землі і замовив паризькому архітектору Оліву (Olive) збудувати віллу у стилі Людовіка ХІІІ. 1867 року вілла була готова, але у Тургенєве забракло коштів для придбання меблів. Кохана Тургенєва Поліна Віардо та її чоловік викупили віллу в Тургенєва і дозволили йому в ній жити без орендної плати.

У 1867 році під час полемічної розмови Тургенєв сказав Федору Достоєвському: 
|  | Цим я заявляю, що нарешті оселився тут, у Баден-Бадені, і що я вже не вважаю себе росіянином, а німцем і що пишаюся цим. |

Після закінчення французько-прусської війни (1870-1871) родина Віардо переїхала до Парижу. У 1872 Тургенєв поїхав слідом за ними.

## Творчість
Пошукам нових форм сприяв досвід драматургії, якій Тургенєв віддав чимало сил у попередні роки. Паралельно з народними оповіданнями він написав цілий ряд п'єс: «Де тонко — там і рветься» (1847), «Дармоїд» (1848), «Холостяк» (1849) тощо, хоча драматургія виявилася для нього лише творчою лабораторією. У період арешту і заслання Тургенєв спробував перейти до нових форм зображення народного побуту: написав повісті «Муму» (1852) і «Заїзд» («Постоялый двор», 1852), де «прості, прозорі лінії» об'єктивної манери змінили попередню тургенєвську стилістику. Це стосується і наступних творів письменника: «Щоденник зайвої людини» («Дневник лишнего человека», 1850), «Два приятелі» («Два приятеля», 1853), «Затишшя» («Затишье», 1854), «Листування» («Переписка», 1854), «Яків Пасинков» («Яков Пасынков», 1856). У кожній із названих повістей з'являється герой, котрий зазнає невдачі у своїх спробах зайнятися корисною діяльністю чи знайти особисте щастя. Такого героя вирізняють високі ідеали, відчуженість від офіційного життя суспільства, від міщанського побуту. І водночас — практична безпомічність, постійний розлад між словом і ділом. Причиною драми «зайвої людини» (тургенєвська формула згодом стала загальноприйнятою) Тургенєв вважав зіткнення її духовних інтересів і устремлінь із російським суспільним устроєм, диким, закостенілим, відсталим.
У своєму першому романі «Рудін» («Рудин», 1855), написаному у розпал програної Кримської війни, на порозі великих історичних змін Тургенєв намагається осмислити цю епоху, виокремивши у ній найважливіше, і найважливішою суспільною проблемою недавнього минулого стала для нього саме проблема «зайвої людини». У життя інших дійових осіб роману Рудін входить як пророк. Проте незабаром виявляється, що він не позбавлений марнославства та кокетства. Потім буде відверто сказано про його суєтність, дріб'язковість, деспотизм, а поряд зазвучить тема людської надщербленості героя, котрий не здатен любити, ощасливити іншу людину, не здатен до наполегливих зусиль, до повсякденної праці, до творчих радощів і звершень. Проте в епілозі роману спосіб і масштаб змалювання героя різко змінюються. Усе дрібне, тривіальне, егоїстичне у Рудіні відходить на другий план як щось несуттєве. Відкривається глибинна — подвижницька — сутність його життєвої позиції: перед читачем — трагічний герой, котрий намагається слугувати істині та добру, але саме в цьому прагненні він зіштовхується з усім суспільним ладом сучасної йому Росії.
Журналіст Юрій Поташній вказує на негативне зображення України та українців у романі «Рудін», звертає увагу на зневажливі вислови про українську культуру і мову. 
У «Рудіні» склалася своєрідна форма тургенєвського роману, де розвиток сюжету концентрується навколо однієї напруженої колізії, обмежуються просторово-часова сфера та коло дійових осіб, розгорнутий психологічний аналіз замінюється лаконічним відбором характерних деталей, різними формами об'єктивного саморозкриття героїв.
Тим часом уряд Росії наприкінці 1857 р. оголосив про свій намір звільнити селян від кріпацтва, а наступного року розпочалася підготовка реформи. Хвилювання та сподівання прихильників змін захопили Тургенєва: після майже дворічної поїздки по Західній Європі він улітку 1858 р. повернувся в Росію і відразу занурився в атмосферу суспільного пожвавлення. Усе коло назрілих проблем відобразилось у лірично-філософських повістях Тургенєва: «Фауст» (1856), «Поїздка у Полісся» («Поездка в Полесье», 1853—1857), «Ася», «Перше кохання» («Первая любовь», 1860). Виникла своєрідна форма елегії у прозі, що допомогла Тургенєву осягнути деякі важливі особливості суспільно-історичної ситуації середини XIX ст. Однією із головних прикмет часу для Тургенєва став процес внутрішнього звільнення особистості. Водночас у цих повістях визріває думка про рятівничість «ланцюгів обов'язку», думка про самозречення як найнадійнішу моральну позицію перед лицем непідвладних людині законів буття. Ця думка найповніше обґрунтована в романі «Дворянське гніздо» («Дворянское гнездо», 1858).
У «Дворянському гнізді» змальовані не просто долі окремих людей, ідеться про історичну долю всього дворянства. Відтворюючи родовід сім'ї Лаврецьких, Тургенєв показує, як після указу про «вольності дворянства» від покоління до покоління посилювалися культурний розрив і соціальні суперечності між дворянством і народом. Письменник намагається знайти у дворянському середовищі обнадійливі ознаки морального оновлення, і з цією метою вводить у роман героїв нового типу — відкритих, чесних, вільних від егоїзму, амбіцій, рефлексії й інших історичних вад «зайвих людей». У суперечці із поверховим, самовдоволеним бюрократом-західником Паншиним герой роману Федір Лаврецький формулює скромну, але шляхетну програму: «Орати землю… і намагатися якомога краще її орати». Пафос справи вперше поєднався у Тургенєва із високою поезією кохання. Кохання Лаврецького до Лізи Калитиної змінює його душу, уможливлює гармонійний ідеал, що об'єднує «чесну працю», щастя «на все життя», непохитні моральні принципи і віру у високий сенс людського існування.
Через п'ять місяців після появи «Дворянського гнізда» Тургенєв розпочав роботу над романом «Напередодні» («Накануне»). У 1860 р. роман був опублікований і, на відміну від «Дворянського гнізда», спричинив бурхливу, суперечливу реакцію. Героїню свого роману Тургенєв поставив перед вибором. Єлена Стахова уособлювала молоду Росію, яка охоплена жагою змін. На місце її обранця претендують учений, художник, чесний чиновник і революціонер. І коли Єлена віддала перевагу «бродязі, різночинцю» революціонеру Інсарову, це сприймалося як відповідь на логічне читацьке запитання: який тип діяча найпривабливіший для сучасної російської молоді?
Трагічний характер новітніх конфліктів Тургенєв спробував показати у новому творі — романі «Батьки і діти» («Отцы и дети», 1862). Читач бачить господарські негаразди, закостенілість і безсилля адміністрації, зубожіння народу, розклад традиційного побуту, зруйнування одвічних зв'язків селянина із землею, общиною, сім'єю. На цьому фоні розгортається суперечка про шляхи порятунку Росії, що ведуть герої, котрі представляють дві основні партії російської інтелігенції. Програма лібералів, головним захисником якої виступає Павло Петрович Кирсанов, поєднує ідеї гідності та прав особистості, самоповаги, честі, свободи та думку про велике значення землеробської общини і патріархальної сім'ї.
Лібералам протиставлений «нігіліст» Базаров, у якому читач легко впізнавав виразників ідей і настроїв революційної молоді. Базаров проголошує ідею «цілковитого і нещадного заперечення», не визнаючи жодних меж при її втіленні. Існуючий світ повинен бути зруйнований дощенту — інакше Росія ніколи не вийде із замкнутого кола механічних змін. Герой не менш категорично заперечує кохання і поезію, музику і красу, філософське мислення і сімейні стосунки, такі моральні категорії, як обов'язок, право, зобов'язаність. Виступаючи свідомим і нещадним противником традиційного гуманізму, Базаров протиставляє йому істини природознавства, що стверджують жорстоку логіку життя-боротьби.
У суперечках із Павлом Петровичем Базаров легко перемагає. Проте все це лише частина істини. Тургенєв проводить свого героя колами життєвих випробувань, які й виявляють зі справжньою повнотою й об'єктивністю правоту і неправоту Базарова. Вихід роману спричинив гучний літературний скандал. Письменник був приголомшений і кричущою суперечливістю відгуків, і суб'єктивною однобічністю більшості з них. Ображений і розчарований, він знову поїхав за кордон і впродовж кількох років майже не писав. У першій половині 60-х pp. Тургенєв опублікував лише невелику повість «Привиди» («Призраки», 1964) і лірично-філософський етюд «Досить»(«Довольно», 1865), де прозвучали сумні думки про ефемерність усіх людських цінностей.
Проте відмовитися від активної участі у літературному та суспільному житті Тургенєв не зміг. У Баден-Бадені і в Парижі, де він провів більшу частину останніх двадцяти років життя, його, як і раніше, хвилювали перипетії політичної боротьби у Росії, наслідки ліквідації кріпацтва. У 1867 р. письменник закінчив роботу над романом «Дим» («Дым»). У «Димі» Тургенєв різко відійшов від звичної для нього жанрової структури, сконцентрованої навколо головного героя та героїні. Сюжет нового роману розгалужується на кілька майже самостійних ліній, пов'язаних між собою здебільшого смисловими перегуками. Роман наповнюється сатиричними та публіцистичними мотивами, раніше мало властивими манері Тургенєва. Головним об'єднуючим первнем стає символічно-філософський образ «диму», що притягує у поле свого тяжіння всі ключові епізоди та деталі.
У ці роки відновлюється давня зацікавленість Тургенєва народною темою. Продовженням спроб створити російський епос стала робота Тургенєва над повістями «Бригадир» (1866), «Нещасна» («Несчастная», 1869), «Дивна історія» («Странная история», 1870), «Степовий король Лір» («Степной король Лир», 1870), «Стук… стук… стук!..» (1871), «Пунін і Бабурин» («Пунин и Бабурин», 1874) та ін. На перший погляд, Тургенєв воскрешає тут поетику «натуральної школи», що підпорядкувала зображення людей і подій завданням соціальної типізації. Проте щільність і конкретність соціально-побутових характеристик, детальне змалювання середовища, що оточує героїв, вступають у нове, плідне поєднання з універсально-філософським осмисленням характерів і ситуацій. Тургенєв змальовує типи, які втілюють кореневі риси національного характеру.
Не меншою була зацікавленість Тургенєва прихованими ресурсами людської природи взагалі. Прагнення пізнати їх втілилося у цілій групі «таємничих повістей»: «Собака» (1870), «Сон» (1877), «Пісня торжествуючого кохання» («Песнь торжествующей любви», 1881), «Клара Мілич» («Клара Милич», 1883). Т. змальовує явища людської психіки, які вважалися тоді недосяжно загадковими: його приваблюють дивні збіги у бажаннях і вчинках різних людей, таємниці спадковості, загадки психології сну, приклади незрозумілої влади померлих над почуттями та волею живих, гіпноз, галюцинації, незрозумілі передчуття тощо
Зацікавленість масштабним, узагальнюючим осмисленням життя по-іншому виразилася у зверненні Тургенєва до мемуарного жанру. Упродовж 70-х pp. формувався і неодноразово поповнювався цикл мемуарно-автобіографічних нарисів «Літературні і життєві спогади», де письменник намагався пов'язати власну долю з історичними долями свого покоління. На початку 1877 p. Тургенєв видав роман «Новина» («Новь»), у якому змалював «ходіння у народ» революційної молоді.

## Останні роки життя
На межі 1870—1880-х pp. незалежна і чесна позиція Тургенєва, незмінна шляхетність його творчих пошуків нарешті принесли йому заслужену славу як у Росії, так і за кордоном. Для письменників Заходу він став головним представником російської культури й одним із корифеїв європейського реалізму. У 1878 р. він разом із В. Гюго керував міжнародним літературним конгресом у Парижі.
Навесні 1882 р. проявилися перші ознаки важкої хвороби, яка виявилася смертельною. Помер письменник у 1883 р. у Буживалі, неподалік від Парижа, на віллі П. Віардо. За кілька місяців до смерті Тургенєв видав першу частину «Віршів у прозі» — цикл ліричних мініатюр, що став своєрідним прощанням письменника з життям, батьківщиною та мистецтвом.

## Тургенєв і Україна
Тургенєв познайомився з Тарасом Шевченком, коли той повернувся із заслання, і часто зустрічався з ним, написав «Воспоминание о Шевченке» («Собрание сочинений», т. 10, 1962); приятелював з Марком Вовчком.

## Твори
- Записки охотника (збірка оповідань, 1847–1852)
- Рудин (роман, 1856)
- Дворянское гнездо (роман, 1859)
- Накануне (роман, 1860)
- Отцы и дети (роман, 1862)
- Дым (роман, 1867)
- Вешние воды (повість, 1872)